# ماهله
ماهله، (به انگلیسی: Mahle GmbH) شرکت تولیدی آلمانی است، که در سال ۱۹۲۰ در شهر اشتوتگارت، آلمان تأسیس شده‌ است.
این شرکت، در زمینه تولید انواع گیربکس‌ها، پیستون‌ها و قطعات مربوط به موتورهای درون‌سوز فعالیت می‌کند.
در سال ۲۰۱۶ میلادی ۷۶۰۰۰ نفر از کارکنان این شرکت در بیش از ۱۷۰ کارگاه تولیدی و ۱۳ مرکز پژوهش و توسعه در آلمان، بریتانیا، برزیل، آمریکا، چین، ژاپن و هند کار می‌کنند.